# Lankasca centromaculata
Lankasca centromaculata är en insektsart som först beskrevs av Melichar 1903.  Lankasca centromaculata ingår i släktet Lankasca och familjen dvärgstritar. Inga underarter finns listade i Catalogue of Life.